# Eduard Shevardnadze
Eduard Ambrosis dze Shevardnadze (in georgiano ედუარდ ამბროსის ძე შევარდნაძე?; in russo Эдуа́рд Амвро́сиевич Шевардна́дзе?, Ėduard Amvrosievič Ševardnadze; Lanchkhuti, 25 gennaio 1928 – Tbilisi, 7 luglio 2014) è stato un politico sovietico, dal 1991 georgiano.
A lungo funzionario del PCUS, nella cui emanazione georgiana prestò servizio anche segnalandosi per la lotta contro la corruzione e il mercato nero dei beni di consumo, emerse a livello nazionale a metà degli anni settanta con l'entrata nel comitato centrale del PCUS e successivamente - nel periodo di glasnost' inaugurato dal segretario del Partito Michail Gorbačëv - con la nomina a ministro degli esteri dell'URSS. In tale veste condusse i dialoghi di disarmo con la presidenza degli Stati Uniti ed ebbe un ruolo diplomatico nella fine della guerra in Afghanistan. Dopo lo scioglimento dell'URSS e l'indipendenza delle Repubbliche che costituivano l'Unione, divenne Primo ministro facente funzioni e, successivamente, presidente della neonata Repubblica di Georgia.

## Biografia
Nel 1946 aderì al movimento giovanile del Partito Comunista Sovietico, scalando tutte le gerarchie fino a divenire nel 1972 il capo del partito nella Repubblica Georgiana. Negli anni '70 fece alcune riforme verso il mercato libero e lottò contro la corruzione del partito togliendo agli ufficiali molti dei loro beni di lusso. Nel 1985, in seguito all'elezione di Michail Gorbačëv a leader dell'Unione Sovietica, Ševardnadze venne nominato ministro degli esteri, nell'ambito dell'inserimento nel governo di giovani riformisti, in sostituzione di Andrej Gromyko, detentore della carica da 28 anni.
Giocò un ruolo chiave nella fine della guerra fredda. Con la cosiddetta "dottrina Sinatra", in politica estera, che consentiva ai Paesi dell'Est di scegliere liberamente la propria strada, senza influenze violente da parte dell'URSS, impedì interventi armati in presenza di movimenti popolari di protesta nei paesi del blocco comunista, in antitesi alla precedente dottrina Brežnev.
Si dimise nel dicembre 1990, in contrasto con le politiche economiche di Gorbačëv, anche perché riteneva prossimo un ritorno della dittatura e un'inversione di tutte le liberalizzazioni effettuate. Pochi mesi dopo i suoi timori furono parzialmente comprovati quando, nell'agosto 1991, esponenti conservatori del Partito Comunista dell'Unione Sovietica e dell'esercito tentarono un colpo di Stato per rovesciare Gorbačëv; il tentativo però fallì e, anzi, accelerò la caduta dell'URSS, scoraggiando qualsiasi piano riformista che avrebbe potuto mantenerla integra.
Nel novembre 1991 fu nominato nuovamente ministro degli esteri, ma si dimise insieme a Gorbačëv e al resto del governo il mese seguente, quando l'Unione Sovietica fu formalmente sciolta. Divenne Presidente della Georgia nell'ottobre del 1995 con l'Unione dei Cittadini della Georgia, ma venne sconfitto e deposto dalla cosiddetta Rivoluzione delle rose il 23 novembre 2003. Trascorse la vecchiaia lontano dalla politica attiva nella capitale Tbilisi, dove morì nel luglio 2014 all'età di 86 anni.

## Vita privata
Nel 1951 Shevardnadze sposò Nanuli Tsagareishvili (1929-2004), il cui padre era stato epurato al culmine delle purghe staliniane. All'inizio, Nanuli rifiutò la proposta di matrimonio, temendo che il fatto di essere figlia di un "nemico del popolo", avrebbe potuto rovinare la carriera di Shevardnadze. Poi accettò la proposta. Dal matrimonio nacquero due figli: Paata e Manana.